# آهشیسله‌سپر
آهشیسله‌سپر (نام علمی: Ahshislepelta) نام یک سرده از تیره خمیده‌خزندگان است.